# Comores nos Jogos Olímpicos de Verão de 2024
Comores participou dos Jogos Olímpicos de Verão de 2024, realizados em Paris, na França. Foi a oitava aparição consecutiva do país nos Jogos Olímpicos de Verão desde a estreia em Atlanta 1996.
Foi representado por quatro atletas que competiram no atletismo, canoagem e natação, mas nenhum conquistou medalhas.

## Competidores
Esta foi a participação por modalidade nesta edição:
| Esporte   | Masculino | Feminino | Total |
| --------- | --------- | -------- | ----- |
| Atletismo | 1         | 0        | 1     |
| Canoagem  | 1         | 0        | 1     |
| Natação   | 1         | 1        | 2     |
| Total     | 3         | 1        | 4     |

## Desempenho

### Atletismo
- Q = Qualificado para a próxima fase
- q = Qualificado para a próxima fase como o perdedor mais rápido ou, em eventos de campo, pela posição sem atingir o alvo para qualificação
- N/A = Fase não aplicável para o evento
- Bye = Atleta não precisou disputar aquela fase

Masculino
Eventos de pista
| Atleta           | Evento | Preliminar | Preliminar | Baterias | Baterias | Semifinal   | Semifinal   | Final       | Final       | Ref.        |
| Atleta           | Evento | Tempo      | Pos.       | Tempo    | Pos.     | Tempo       | Pos.        | Tempo       | Pos.        | Ref.        |
| ---------------- | ------ | ---------- | ---------- | -------- | -------- | ----------- | ----------- | ----------- | ----------- | ----------- |
| Hachim Maaroufou | 100 m  | 10.44      | 3 q        | 10.52    | 9        | Não avançou | Não avançou | Não avançou | Não avançou | [ 5 ] [ 6 ] |

### Canoagem

#### Slalom
Masculino
| Atleta     | Evento | Preliminar | Preliminar | Preliminar | Preliminar | Preliminar | Preliminar | Semifinal   | Semifinal   | Final       | Final       | Ref.  |
| Atleta     | Evento | Descida 1  | Pos.       | Descida 2  | Pos.       | Melhor     | Pos.       | Tempo       | Pos.        | Tempo       | Pos.        | Ref.  |
| ---------- | ------ | ---------- | ---------- | ---------- | ---------- | ---------- | ---------- | ----------- | ----------- | ----------- | ----------- | ----- |
| Andy Barat | K-1    | 105.82     | 22         | 107.59     | 20         | 105.82     | 24         | Não avançou | Não avançou | Não avançou | Não avançou | [ 7 ] |

Caiaque cross
| Atleta     | Evento    | Tomada de tempo | Tomada de tempo | Primeira rodada | Repescagem | Baterias    | Quartas     | Semifinal   | Final       | Pos. | Ref.  |
| Atleta     | Evento    | Tempo           | Pos.            | Posição         | Posição    | Posição     | Posição     | Posição     | Posição     | Pos. | Ref.  |
| ---------- | --------- | --------------- | --------------- | --------------- | ---------- | ----------- | ----------- | ----------- | ----------- | ---- | ----- |
| Andy Barat | Masculino | 76.95           | 30              | 3 R             | 4          | Não avançou | Não avançou | Não avançou | Não avançou | 38   | [ 7 ] |

### Natação
Masculino
| Atleta        | Evento      | Eliminatórias | Eliminatórias | Semifinal   | Semifinal   | Final       | Final       | Ref.  |
| Atleta        | Evento      | Tempo         | Pos.          | Tempo       | Pos.        | Tempo       | Pos.        | Ref.  |
| ------------- | ----------- | ------------- | ------------- | ----------- | ----------- | ----------- | ----------- | ----- |
| Hassane Hadji | 100 m livre | 1:07.21       | 79            | Não avançou | Não avançou | Não avançou | Não avançou | [ 8 ] |

Feminino
| Atleta       | Evento     | Eliminatórias | Eliminatórias | Semifinal   | Semifinal   | Final       | Final       | Ref.  |
| Atleta       | Evento     | Tempo         | Pos.          | Tempo       | Pos.        | Tempo       | Pos.        | Ref.  |
| ------------ | ---------- | ------------- | ------------- | ----------- | ----------- | ----------- | ----------- | ----- |
| Maesha Saadi | 50 m livre | 29.60         | 57            | Não avançou | Não avançou | Não avançou | Não avançou | [ 9 ] |